# Der neue Haushalt
Der neue Haushalt – Ein Wegweiser zu wirtschaftlicher Hausführung (tdl. «El nuevo hogar: una guía para la gestión económica del hogar») es una guía para el hogar de 1926 escrita por la economista doméstica alemana Erna Meyer. El libro promueve un enfoque sistemático y profesional de las tareas domésticas como medio tanto para el desarrollo personal como para el progreso social. Basándose en ideas reformistas anteriores, Meyer define el núcleo familiar como una unidad económica clave y al ama de casa como un agente activo en la modernización de la sociedad. Si bien refuerza los roles de género tradicionales, aboga por la racionalización del trabajo doméstico y lo vincula con la educación, la eficiencia y el avance tecnológico. El libro alcanzó una amplia influencia, con docenas de ediciones y alcance internacional.

## Contenido
Al escribir Der neue Haushalt, Meyer se vio fuertemente influenciada por el libro de Christine Frederick de 1913, The New Housekeeping: Efficiency Studies in Home Management. En Der neue Haushalt, Meyer presenta a su público una reorganización deliberada y estructurada de la vida doméstica, basada en los métodos pedagógicos reformistas de Johann Heinrich Pestalozzi y Maria Montessori. Para ella, racionalizar la gestión del hogar no era solo un asunto privado, sino un esfuerzo de gran alcance destinado a transformar todos los ámbitos de la vida y, en última instancia, transformar la sociedad. Establece un marco integral para la gestión del hogar, que abarca desde la elaboración de presupuestos y la cocina hasta la limpieza, el mobiliario y la crianza de los hijos.
Meyer no cuestiona la división social del trabajo entre los sexos. En cambio, su objetivo es elevar el trabajo doméstico a la categoría de trabajo profesional serio. Enmarca explícitamente su proyecto como un esfuerzo por establecer el trabajo doméstico de la ama de casa como «el trabajo profesional más serio» y, por lo tanto, promover su profesionalización. Busca revertir la visión del trabajo doméstico como «improductivo» al equiparar la cocina con la fábrica —llamándola «la fábrica más pequeña del mundo»— para promover el reconocimiento ideológico del trabajo de las amas de casa.
Meyer argumenta que el ama de casa debe adquirir las habilidades necesarias para administrar el hogar según los principios de la economía doméstica, considerándolo como una especie de empresa. El concepto central del libro es «hacer realidad el principio económico en el hogar», que modela a partir de lo que ella llama el «hogar de la naturaleza». En su opinión, la naturaleza ofrece el ejemplo ideal para una amplia racionalización y reorganización de la sociedad. Dentro de este marco de «racionalidad natural», Meyer concibe el hogar como la entidad económica más pequeña y el verdadero «núcleo» de una profunda modernización social. En Der neue Haushalt, el ama de casa moderna no solo se compromete con el bienestar de su familia, sino que también contribuye activamente a la renovación diaria del colectivo.
En Der neue Haushalt, la mujer ya no es esclava de sus deberes, sino su «dueña creativa». Meyer vincula las tareas domésticas con la creciente electrificación del hogar, aunque en la década de 1920 en Alemania todavía era prohibitivamente cara. Lograr tal transformación, sin embargo, requiere más que una vivienda moderna: exige una reorientación fundamental dentro de la propia mujer, que dependía de una educación adecuada. Meyer articula esto en diez principios rectores, que se extienden incluso a cuestiones como la «postura correcta» y el «ejercicio físico metódicamente realizado». Meyer argumenta que los trastornos emocionales como la histeria o la irritabilidad son signos de una «necesidad doméstica insatisfecha», síntomas de un lugar de trabajo que carecía de una organización adecuada.

## Recepción
Der neue Haushalt se convirtió en un éxito de superventas. En dos años tuvo 29 ediciones y, finalmente, más de 40. Como uno de los manuales de hogar más influyentes del período de entreguerras, su alcance se extendió mucho más allá de las fronteras de Alemania. Fue traducido y pronto le siguieron estudios de administración del hogar en los Países Bajos, Finlandia, el Reino Unido, Francia e Italia.